# Adâncul albastru
Adâncul albastru (titlu original: Into the Blue) este un film american din 2005 regizat de John Stockwell și distribuit de Metro-Goldwyn-Mayer și Columbia Pictures. Rolurile principale au fost interpretate de actorii Paul Walker și Jessica Alba, cu Scott Caan, Ashley Scott, Josh Brolin și James Frain în roluri secundare. A avut o continuare direct pe DVD în 2009, Adâncul albastru 2: Reciful.

## Prezentare
Jared Cole este un tânăr sărac, dar cinstit, care lucrează ca instructor de scufundări. Alături de iubita sa, frumoasa Sam, este foarte fericit.
Dar Jared este obsedat să caute comori de pe nave scufundate și într-o zi, când vechiul său prieten Bryce vine să-l viziteze cu noua lui iubită Amanda, Jared primește tot ce are nevoie pentru a-și realiza visul. Rând pe rând, fac descoperiri despre o navă de pirați care s-a scufundat în apropiere de Bahamas.

## Distribuție
- Paul Walker - Jared Cole
- Jessica Alba - Samantha "Sam" Nicholson
- Scott Caan - Bryce Dunn
- Ashley Scott - Amanda Collins
- Josh Brolin - Derek Bates
- James Frain - Reyes
- Tyson Beckford - Primo
- Dwayne Adway - Roy
- Javon Frazer - Danny

## Coloană sonoră
- "Good Old Days" – Ziggy Marley
- "I Will" – Holly Palmer
- "I'll Be" – O S Xperience
- "Time of Our Lives (Swiss-American Federation Remix)" – Paul van Dyk feat. Vega 4
- "Think It Matters" – Paul Haslinger & Dan di Prima
- "Clav Dub" – Rhombus
- "No Trouble" – Shawn Barry
- "Whoa Now" – Louque
- "VIP" – D Bo (produced by Rik Carey of BahaMen)
- "J.O.D.D." – Trick Daddy feat. Khia & Tampa Tony
- "Of Course Nigga You Can" – Billy Steel
- "Perique" – Louque
- "Wonderful World, Beautiful People" – Jimmy Cliff
- "Remember The times" – Abdel Wright